# Bisentō

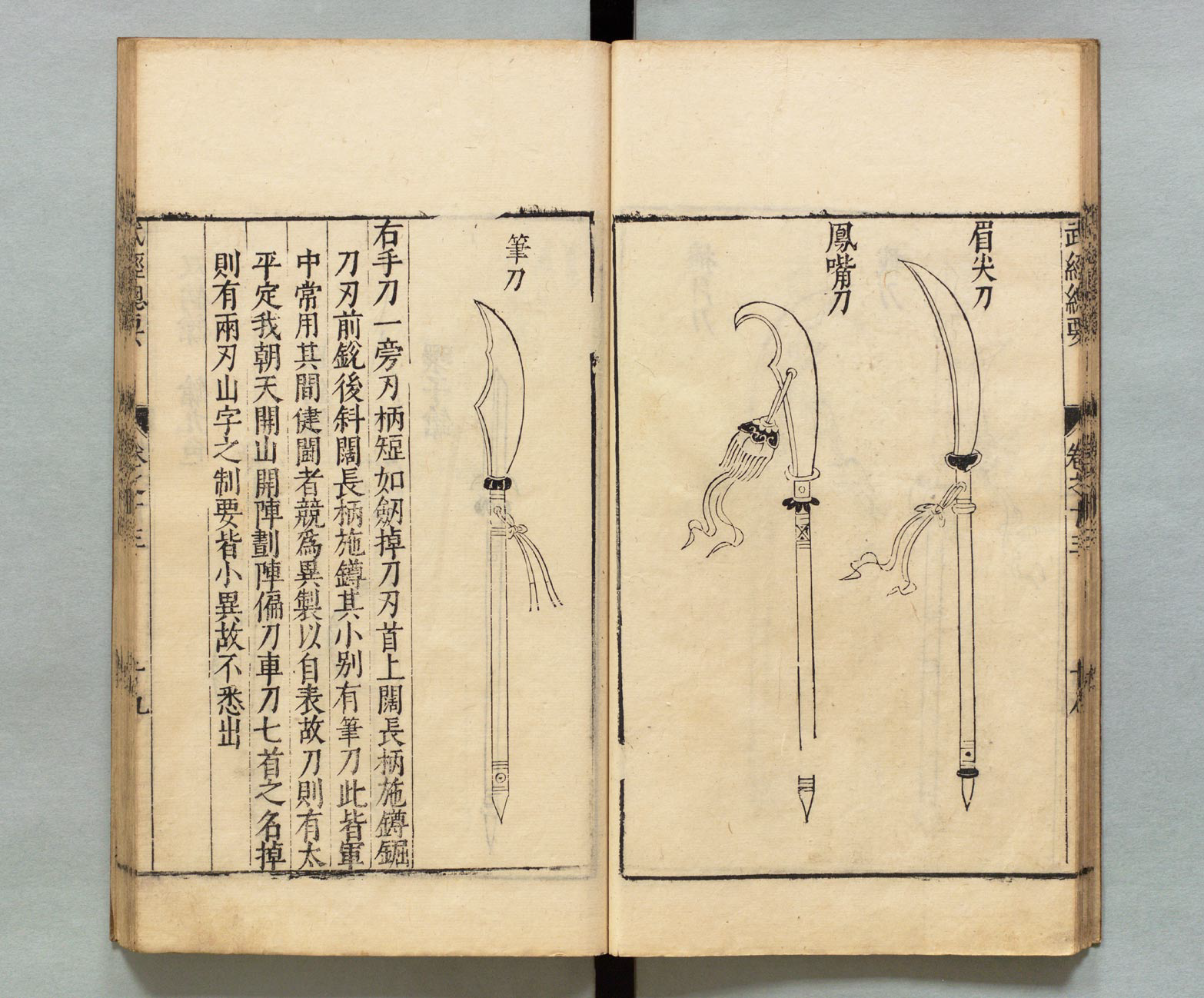
Bisento (Méi jiāndāo; 眉尖刀) du Wǔjīng Zǒngyào (武經總要)

Le bisentô était une arme d'hast utilisée dans le Japon féodal. Le bisentō a diverses descriptions, « une longue épée à double tranchant avec une lame épaisse et tronquée », « une arme semblable à une lance munie d'une lame à l'extrémité ressemblant à un cimeterre », « une arme d'hast ressemblant à un glaive, avec un manche long et lourd et une lame lourde et courbée ». On dit que le bisentō était utilisé par les ninjas et les paysans.
Des représentations de cette arme peuvent être trouvées dans les compilations militaires chinoises Wǔ jīng zǒng yào, Sāncái tú huì, Wǔbèi zhì et bien d'autres, bien qu'aucune représentation d'artefact n'existe actuellement de cet outil.